# カノン (cuneの曲)
「カノン」は、cuneのメジャー・デビュー後6枚目のシングルである。

## 概要
本作を最後にシングルリリースは途絶えている。

## 収録曲
作詞・作曲：小林亮三
1. カノン (5:13)[1]
編曲：cune・亀田誠治
2. 深い霧の中で (4:45)[1]
編曲：cune・渡辺善太郎

## 収録アルバム
- ナナイロスマイル (#1)
- BEST 1999-2004 (#1)
- B-side collection (#2)